# Pardosa fastosa viota
Pardosa fastosa là một phân loài nhện trong họ Lycosidae.
Loài này thuộc chi Pardosa. Pardosa fastosa viota được Embrik Strand miêu tả năm 1914.